# 崎頂 (苗栗縣後龍鎮)
崎頂，是臺灣苗栗縣後龍鎮的一個傳統地域名稱，位於該鎮西南部。相較於今日行政區，其範圍大致為中和里西半部。

## 歷史
台灣清治末期至日治初期，崎頂地區為一街庄，稱為「崎頂庄」，隸屬於苗栗一堡。該庄東北與灣瓦庄為鄰，東南與二湖庄為鄰，西邊為過港庄。
1901年（日治明治三十四年）11月，全台廢縣廳改設二十廳，該庄隸屬於苗栗廳。1909年（明治四十二年）10月，合併二十廳為十二廳，該庄改隸屬於新竹廳。1920年（大正九年），廢十二廳改設五州二廳，該庄改制為「崎頂」大字，隸屬於新竹州竹南郡後龍庄。
戰後後龍庄改制為後龍鄉，隸屬於新竹縣，大字亦改制為村。1950年桃、竹、苗分治，後龍鄉改隸屬於苗栗縣。1951年，後龍鄉升格為後龍鎮，村改制為里。

## 聚落
本地區發展較早的聚落有崎頂（半天寮）、飯店仔等，在日治期初期的官方地圖上已有記載。此外，本地區尚有王爺窩、庚寮後、虎尾寮、榕樹下、龍樹坑、牛埔等聚落。

## 交通
省道台1線又稱「縱貫公路」，是台北至屏東楓港的傳統平面幹道，大致以南南東—北北西走向轉東南東—西北西走向再轉東北東—西南西走向蜿蜒經過本地區南端。由該道路向南南東轉東南蜿蜒而行至土牛溝轉東北可前往後龍市區、造橋談文、頭份、香山等地，向西南西可前往白沙屯，再轉南可前往通霄、苑裡、大甲等地。
省道台61線又稱「西部濱海快速公路」，是八里至安南的快速公路，大致以東北—西南走向蜿蜒經過崎頂地區北部，並於鄉道苗32線交會口設有赤土崎交流道。由該道路向東北可前往後龍市區西郊、竹南、香山並止於浸水橋北側，其後以省道台15線為代用道路；向西南可前往通霄白沙屯並中止快速公路路段，其後以省道台1線為代用道路。
鄉道苗32線是白沙屯至南勢山的道路，其東側端點位於本地區南部省道台1線路口。由此向北北東轉西北再轉西經省道台61線赤土崎交流道出境後，轉西南可前往過港、白沙屯並止於省道台1線另一路口。
鄉道苗33線是後龍中和至西湖下埔的道路，大致以西南—東北走向轉東北—西南走向再轉北北東—南南西走向再轉北北西—南南東走向經過本地區西北部、東北部及東部邊界地帶。由該道路向西南可前往崎頂、赤土崎並止於省道台61線赤土崎交流道西側鄉道苗32線路口，向南南東可前往二湖、三湖、四湖、下埔並止於鄉道苗34-4線路口。

## 學校
- 中和國小